# Callyspongia bispicula
Callyspongia bispicula är en svampdjursart som beskrevs av Tanita 1961. Callyspongia bispicula ingår i släktet Callyspongia och familjen Callyspongiidae. Inga underarter finns listade i Catalogue of Life.